# Paciente 63
Paciente 63 é uma audiossérie original da Spotify, em português, publicada no formato de podcast, baseada na audiossérie chilena Caso 63, criada por Julio Rojas . A primeira temporada da série no Brasil foi lançada em julho de 2021,  a segunda em fevereiro de 2022, e a terceira em Novembro de 2022.

## História
A história é construída sobre os temas de viagem no tempo, pandemia e fim do mundo, e começa em 2022.  Ela se inicia com a chegada, em um hospital psiquiátrico, do paciente 63, Pedro Roiter, interpretado por Seu Jorge, que será tratado pela psiquiatra Elisa Amaral, interpretada por Mel Lisboa. Pedro Roiter afirma ter sido enviado de 2062 para evitar o fim do mundo, sendo diagnosticado com "psicose paranóide". A série se desenvolve principalmente a partir de gravações das sessões entre Elisa Amaral e Pedro Roiter, do relacionamento entre eles e da aceitação das afirmações do alegado viajante do tempo como verdade ou mentira, e da busca por um novo futuro. Na segunda temporada, que se passa em 2012, novos personagens são integrados, mas desta vez é Elisa que viaja no tempo e deve convencer um novo personagem de Seu Jorge, o psiquiatra Vicente Correa.

## Elenco e equipe

### Elenco
- Elisa Amaral: Mel Lisboa
- Pedro Roiter: Seu Jorge
- Vozes adicionais: Veridiana Toledo, Heitor Goldflus, Nelson Baskerville, Marcelo Galdino, Clara Carvalho, Rafael Maia e Lavinia Lorenzon[5]

### Equipe
- Criada por: Julio Rojas[5]
- Tradução, adaptação de roteiros e direção de voz: Gustavo Kurlat[5]
- Adaptada por: Ultrassom[5]
- Produtores Executivos: Flavia Feffer e Ruben Feffer[5]
- Edição, mixagem e desenho de som: Francisco Tapia, Alejandro Parada e Alex Vilches[5]
- Música original: Mowat[5]
- Identidade visual: Hueso[5]

## Episódios
| Temporada | Temporada | Episódios | Episódios | Originalmente lançado |
| --------- | --------- | --------- | --------- | --------------------- |
|           | 1         | 10        | 10        | julho de 2021         |
|           | 2         | 10        | 10        | fevereiro de 2022     |
|           | 3         | 10        | 10        | novembro de 2022      |

### 1ª temporada
| N.º na série | N.º na temp. | Título                         | Duração | Lançamento    |
| ------------ | ------------ | ------------------------------ | ------- | ------------- |
| 1            | 1            | "A História com que eu cresci" | 14:13   | julho de 2021 |
| 2            | 2            | "De Lorean"                    | 15:57   | julho de 2021 |
| 3            | 3            | "Pégaso"                       | 14:02   | julho de 2021 |
| 4            | 4            | "Efeito Garnier Malet"         | 12:24   | julho de 2021 |
| 5            | 5            | "Sopa de Letrinha"             | 11:09   | julho de 2021 |
| 6            | 6            | "Prova de História"            | 13:25   | julho de 2021 |
| 7            | 7            | "Jemmy Button"                 | 12:10   | julho de 2021 |
| 8            | 8            | "Gaspar Marín"                 | 10:36   | julho de 2021 |
| 9            | 9            | "Entrelaçamento"               | 15:06   | julho de 2021 |
| 10           | 10           | "Paciente Zero"                | 19:40   | julho de 2021 |

### 2ª temporada
| N.º na série | N.º na temp. | Título                              | Duração | Lançamento        |
| ------------ | ------------ | ----------------------------------- | ------- | ----------------- |
| 11           | 1            | "Vórtice perdido"                   | 19:54   | fevereiro de 2022 |
| 12           | 2            | "A vida copia o cinema"             | 19:14   | fevereiro de 2022 |
| 13           | 3            | "Esqueça tudo em que você acredita" | 15:28   | fevereiro de 2022 |
| 14           | 4            | "Quanto tempo, Beatriz"             | 14:54   | fevereiro de 2022 |
| 15           | 5            | "O bom doutor"                      | 18:35   | fevereiro de 2022 |
| 16           | 6            | "Como é o futuro?"                  | 17:04   | fevereiro de 2022 |
| 17           | 7            | "O que você faria por amor?"        | 17:23   | fevereiro de 2022 |
| 18           | 8            | "Um anjo destruidor de mundos"      | 17:07   | fevereiro de 2022 |
| 19           | 9            | "Vôo recuperado"                    | 18:41   | fevereiro de 2022 |
| 20           | 10           | "O grande desenho"                  | 14:18   | fevereiro de 2022 |

### 3ª temporada
| N.º na série | N.º na temp. | Título                                 | Duração | Lançamento       |
| ------------ | ------------ | -------------------------------------- | ------- | ---------------- |
| 21           | 1            | "Nunca é só ficção"                    | 16:22   | novembro de 2022 |
| 22           | 2            | "O colapso"                            | 20:37   | novembro de 2022 |
| 23           | 3            | "Sussurros e semeaduras"               | 15:17   | novembro de 2022 |
| 24           | 4            | "Ghostwriter"                          | 23:08   | novembro de 2022 |
| 25           | 5            | "Folie à deux"                         | 16:30   | novembro de 2022 |
| 26           | 6            | "Que entrem os palhaços"               | 22:24   | novembro de 2022 |
| 27           | 7            | "Prova da realidade"                   | 18:38   | novembro de 2022 |
| 28           | 8            | "Algumas razões para destruir o mundo" | 13:03   | novembro de 2022 |
| 29           | 9            | "O grande vórtice I"                   | 17:01   | novembro de 2022 |
| 30           | 10           | "O grande vórtice II"                  | 13:56   | novembro de 2022 |

### Episódio bônus
Um episódio bônus de "Paciente 53" foi lançado no dia 24 de novembro de 2022. O capítulo que leva a data em seu título tem 2 minutos e 6 segundos, e deixa em aberto a possibilidade de uma nova história ser criada no universo da série.

## Prêmios
- Prêmio APCA de Melhor Podcast de 2021, pela Associação Paulista de Críticos de Arte (APCA).